# Enrico Canfari
Enrico Francesco Pio Canfari (* 16. Juni 1877 in Genua; † 22. Oktober 1915 am Monte San Michele, Isonzo) war ein italienischer Fußballspieler und -funktionär.

## Leben und Karriere
Enrico Canfari wurde am 16. Juni 1877 in Genua geboren. Sein Vater war später Eigentümer eines Fahrradgeschäftes in Turin. 1897 gehörte Canfari zusammen mit seinem jüngeren Bruder Eugenio zu der Gruppe von 13 Studenten des Turiner Massimo-d’Azeglio-Gymnasiums, die am 1. November 1897 den Fußballverein Juventus Turin gründete. 1898 löste er seinen Bruder als Präsident des Klubs ab und hatte das Amt bis 1901 inne.
Mit Juve nahm Enrico Canfari an den italienischen Fußballmeisterschaften 1900 bis 1903 teil. 1903 musste man sich erst im Finale dem damaligen Serienmeister CFC Genua geschlagen geben.
Trotz seiner engen Verbindung zum Turiner Klub lief Enrico Canfari ab 1903 für die AC Mailand auf, mit dem er 1904 in der 2. Ausscheidungsrunde gegen Juventus aus dem Turnier um die italienische Meisterschaft ausschied.
Nach seiner Fußballerlaufbahn studierte Canfari Chemie und vertiefte auf zahlreichen Reisen nach England sein Wissen über die Fußballregeln.
Enrico Canfari fiel im Ersten Weltkrieg, während der Dritten Isonzoschlacht, an der er als Freiwilliger im Rang eines Hauptmanns teilnahm. Er kam am 22. Oktober 1915 im Alter von 38 Jahren am Monte San Michele im Isonzotal ums Leben.

## Verweise